# Kathleen O’Connor (Malerin)
Kathleen Laetitia O’Connor (* 14. September 1876 in Hokitika, West Coast, Neuseeland; † 24. August 1968 in Perth, Western Australia) war eine australische Malerin.

## Frühes Leben
Kathleen Laetitia O’Connor wurde am 14. September 1876 als Tochter und drittes Kind der Eheleute Susan Laetitia Ness und Charles Yelverton O’Connor in Hokitika an der Westküste der Südinsel von Neuseeland geboren. Über ihre Kindheit und Jugendzeit ist nicht bekannt, außer das sie die Marsden School in Wellington besuchte.

## Australien
Wann die Familie nach Australien ging ist auch nicht bekannt. Ab 1891 wurde O’Connor privat unterrichtet und studierte anschließend Kunst bei James Walter Robert Linton an der Perth Technical School. Um das Jahr 1902 unterrichtete O’Connor dann selbst das Fach Kunst in Teilzeit an der Evelyn Hill’s School in Perth. Sie stellte in der Zeit einige ihrer Arbeiten mit der Western Australian Society of Arts aus, ging dann aber nach Sydney, wo sie ihr Geld als Dekorateurin verdiente.

## London
Im Jahr 1905 segelte O’Connor mit ihrer Mutter und ihrer Schwester Bridget gen Europa. In London angekommen, nahm sie ein Studium an der Bushey School of Art auf und wurde von den Lehrern Hubert von Herkomer, Frank Brangwyn und Marmaduke Flower unterrichtet. 1909 kehrte sie nach Perth zurück, um die Vermählung ihrer Schwester zu feiern.

## Paris
1910 oder 1911 reiste O’Connor zurück nach Europa und ließ sich in Paris nieder. Dort lebte sie von einem Taschengeld von 8 Pfund und genoss die dortige Bohème. Sie besuchte Abendkurse in der Stadt und machte ihre Erfahrungen in Galerien und bei dem Besuch von Vorträgen. Über ihre Erfahrung in Paris schrieb sie Artikel für die Zeitungen in Perth. 1911 arbeitete sie zusammen mit Frances Hodgkins in ihren Aquarellschulen in Paris und Concarneau. Von 1911 bis 1932 stellte sie regelmäßig ihre Arbeiten in den Salon d’Automne und mit der Société des Artistes Français aus.

## London
1914 ging O’Connor zurück nach London und war 1915 bei der International Society of Sculptors, Painters and Gravers dabei. 1916 folgte sie mit ihren Arbeiten zur Ausstellung der National Portrait Society.

## Paris
Noch im selben Jahr ging sie zurück nach Paris. In den 1920er Jahren experimentierte O’Connor mit Stoffmalerei, die in Pariser Geschäfte und Modehäuser verkauft wurden. Auch entwarf sie Inneneinrichtungen für Privathäuser in der Zeit. 1921 bezog O’Connor ein Ein-Zimmer-Atelier in der Avenue du Maine 52, wo sie bis zum Zweiten Weltkrieg lebte. 1940 konnte sie mit einem der letzten Züge aus Paris fliehen und hielt sich einsam bis 1946 in Großbritannien auf, bevor sie in dem Jahr nach Paris zurückkehren konnte. Ihr Atelier war enteignet und so stellte O’Connor noch einmal ihre Bilder in Nizza im Süden Frankreichs aus, um dann nach Australien zurückkehren zu können.

## Australien
Sie erreichte Fremantle an der Westküste des australischen Kontinents mit rund 200 Gemälden im Gepäck. Noch im Jahr 1948 Art Gallery of Western Australia eine Überblicksausstellung statt, an der sie sich beteiligte und in den Jahren 1949, 1950 und 1961 stellte sie ihre Werke in der Claude Hotchin Gallery in Perth aus. Doch sie fand, das Perth kein Zentrum der Kunst ist und so kehrte sie dem Kontinent wieder den Rücken.

## Paris
1951 reiste O’Connor zurück nach Paris. In ihrer Einzelausstellung in der Galérie Marseille in Paris musste sie jedoch erfahren, dass sich ihre Bilder nicht mehr verkaufen ließen. Dazu kam, dass die Lebenshaltungskosten exorbitant gestiegen und die Ateliers zum Arbeiten teuer waren. Ohne die Unterstützung ihrer Familie ließ es sich für sie nicht überleben.

## Australien
1955 ging sie widerstrebend zurück nach Westaustralien. Sie stellte ihre Werke in Perth, Melbourne und Adelaide aus und gewann 1958 den westaustralischen Teil der Perth Prize Competition und 1962 den B.P.-Preis der Commonwealth Games Art Competition. 1967 konnte sie ihre Werke ein letztes Mal der Öffentlichkeit zeigen. Die Retrospektive fand in der Art Gallery of Western Australia statt.
Kathleen Laetitia O’Connor verstarb am 24. August 1968 in Perth. Zu Lebzeiten lehnte sie es ab in der Stadt beigesetzt zu werden und so wurde ihre Asche im Meer verstreut.